# Cédric Doumbé
Cédric Doumbé (ur. 30 sierpnia 1992 w Duali) – francuski kick-bokser oraz zawodnik MMA kameruńskiego pochodzenia. Mistrz świata m.in. WKA, WAKO Pro oraz GLORY w wadze półśredniej. Od 3 kwietnia 2023 roku związany jest z Professional Fighters League.

## Życiorys
Urodzony w Duali, Doumbé przeniósł się wraz z rodziną do Francji w wieku dziewięciu lat. On i jego siostra byli wychowywani przez owdowiałą matkę, ponieważ ich ojciec zginął w wypadku samochodowym mniej więcej w czasie narodzin Cédrica. Jako nastolatek zaczął trenować kickboxing. W międzyczasie studiował psychologię. Z czasem porzucił studia, aby rozpocząć karierę w kickboxingu.

## Osiągnięcia

### Kick-boxing
- 2013: mistrz Europy WKA w kat. -76 kg, formuła K-1[5].
- 2014: mistrz świata WKA w kat. -81 kg, formuła K-1[6]
- 2014: A1 Grand Prix – finalista turnieju w kat. -75 kg[7]
- 2015: Partouche Kickboxing Tour, Etape 2 – 1. miejsce w kat. -75 kg
- 2015: A1 World Grand Prix – 1. miejsce w kat. -75 kg, formuła K-1[8]
- 2016: A1 World Grand Prix Part 1 – 1. miejsce w kat. -75 kg
- 2016: mistrz świata WAKO Pro w wadze średniej (-75 kg), formuła K-1[9]
- 2016: A1 World Grand Prix Final – 1. miejsce w kat. -75 kg
- 2016–2017: mistrz świata GLORY w wadze półśredniej (-77 kg)[10]
- 2019: mistrz świata GLORY w wadze półśredniej (-77 kg)[11]

## Lista zawodowych walk w MMA
| Wynik     | Bilans | Przeciwnik (bilans przed walką)     | Rozstrzygnięcie                | Runda | Czas | Rozgrywki                                      | Data       | Miejsce  | Uwagi                                |
| --------- | ------ | ----------------------------------- | ------------------------------ | ----- | ---- | ---------------------------------------------- | ---------- | -------- | ------------------------------------ |
| Wygrana   | 6-1    | Jaleel Willis (16-5)                | TKO (ciosy pięściami)          | 1     | 3:33 | Bellator Champions Series 2: Mix vs. Magomedov | 17.05.2024 | Paryż    | Debiut w Bellator MMA. Co-Main Event |
| Przegrana | 5-1    | Baissangour Chamsoudinov (8-0)      | TKO (kontuzja stopy)           | 3     | 1:21 | PFL Europe 1: 2024 Regular Season              | 07.03.2024 | Paryż    | Main Event                           |
| Wygrana   | 5-0    | Jordan Zébo (4-0)                   | KO (hak)                       | 1     | 0:09 | PFL Europe 3: 2023 Playoffs                    | 30.09.2023 | Paryż    | Debiut w PFL. Main Event             |
| Wygrana   | 4-0    | Paweł Klimas (4-1)                  | TKO (ciosy pięściami)          | 2     | 2:56 | Mixed Martial Arts Grand Prix: Paris           | 04.03.2023 | Paryż    | Main Event                           |
| Wygrana   | 3-0    | Florent Burillon (2-0)              | KO (ciosy pięściami)           | 1     | 4:27 | Mixed Martial Arts Grand Prix: Bordeaux        | 17.12.2022 | Bordeaux | Main Event                           |
| Wygrana   | 2-0    | Phruethukorn Chaichongcharden (2-0) | TKO (przerwanie przez lekarza) | 2     | 5:00 | Mixed Martial Arts Grand Prix: Fight of Fame   | 09.07.2022 | Paryż    | Main Event                           |
| Wygrana   | 1-0    | Arbi Emiev (2-2)                    | TKO (ciosy pięściami)          | 1     | 4:40 | SuperKombat Universe                           | 01.10.2021 | Dubaj    | Main Event                           |